# 文恩澄
文恩澄（英語：Rannes Man，1984年6月1日—），原名文婉澄，香港女導演，前唱作歌手。

## 生平
6歲開始學習鋼琴，就讀迦密主恩中學，中學時移民美國，大學主修電腦科學。回港發展音樂事業後，曾任兼職模特兒，拍過不多亦不少的廣告，亦曾任鋼琴教師及參與電台配樂/電視台音樂節目伴奏等多項音樂有關的工作，算是半幕前半幕後出身。賣點是琴藝及唱作，聲底厚。經常與網上紅人ming仔拍擋製作及演出MV。 TVB更形容她為「新晉美女唱作歌手」，以美麗清純的玉女形象教人為之傾倒。
2004年開始在網上論壇上載自己的作品，亦曾經在網上以網名「橙橙」為名，她的原創音樂也曾被人流傳過好一陣子，特別是寫了 "水孩子" 及為已故的著名網上歌手阿霖寫出歌曲 "灰姑娘正傳" 後更廣為網上原創聽眾認識，自從自己開設了個人網站後，便停止在網上論壇上載作品，簽公司後網頁也關閉了。正式做歌手前，有豐富的音樂幕後經驗，電台配樂製作/演唱會及電視節目琴手和音/作曲等等，入行前最近期的流行曲作品有許志安的《孫果與了因》。
2007年被公司發掘，正式成為 EC Music-國際娛樂旗下歌手，與陳曉東屬同門歌手，第一首派台歌是與陳曉東合唱的《愛情第二》，也是出自她的手筆。
2008年10月初已與 EC Music-國際娛樂解約。
2010年 接管狗狗咖啡店（DogSide cafe）2011 年轉讓咖啡店
2011年 與唱片公司框格音樂事務簽約成為旗下歌手。現亦定期上新城的愛情Phone-in搞笑節目<<新香蕉俱樂部>>做嘉賓主持。
2012年 加入導演及影片剪接製作行列，於YOUTUBE上載自家製的 〔宅女BLOG〕開始，之後為自己的歌曲《幸褔大曬》及《水孩子》執導，其執導之兩套微電影《預見》及《溝女？唔駛用劍嘅》於《香港心》短片比賽中得獎，同時入圍澳門影展。
2013年 - 2016 年  主力於幕後影片製作，工作範圍有電視廣告、微電影、宣傳片、節目、MV等等。同時也有不時參與幕前演出，擔任演員，及在新城電台擔任了兩年「吳彤人敢唱」及 「BUSKINGDOM」節目主持
2018年 - 已全職擔任影片導演工作多年，接拍不少電視廣告、MV及宣傳片。於2018年完成首播處女電影作品 《極品閨蜜》，入圍多個國際影展並奪得多個提名及獎項，當中包括《最佳新導演》《最佳外語片》《最受歡迎電影》等等

## 入行前曾參與演出的廣告

### 2005年
- 3月：清涼蒸餾水（廣告）
- 6月：護舒寶（國內硬照廣告）
- 7月：KFC（電視廣告）、加德士（平面廣告）、衣之纯服装（國內電視廣告）
- 8月：Teenix（電視廣告）
- 10月：脆得樂朱古力（電視廣告）
- 11月：勞工處（電視廣告）、滙豐銀行（電視廣告）、3手提電話（電視廣告，Part 1）
- 12月：海洋公園（電視廣告）、撒隆巴斯（電視廣告）、3手提電話（電視廣告，Part 2）

### 2006年
- 3月：泰國建築材料廣告（泰國廣告）
- 5月：保誠保險（電視廣告）
- 8月：諾基亞手提電話（平面廣告）、麥當勞（電視廣告）
- 12月：禁煙廣告、清熱酷（電視廣告）

## 入行前模特兒經驗

### 2005年
- 3月：E時E地（有線電視節目）
- 4月：Magic East Video（Video model）
- 6月：熱車雜誌（雜誌訪問）、助助身茶（平面廣告）
- 9月：東Touch（Fashion supplyment）
- 10月：左麟右李、孫燕姿簽名會及萬聖節活動

### 2006年
- 3月：生日快樂

## 曾參與的演出

### 2004年
- 10月：銅鑼灣（勞工處攤位）
- 12月：屯門屋邨街坊Show、星光大道星光新人Show、“我本事強”記者招待會及開幕禮、 德福廣場（“想創遊樂唱”商場Show）

### 2005年
- 1月：鑽石山龍蟠苑（街坊Show）、德福廣場（海嘯籌款）
- 4月：海港城鋼琴演奏表演
- 7月：尖沙咀信和集團樓盤展銷會（鋼琴演奏）
- 8月：愉景新城（Delifrance活動司儀）、觀塘apm鋼琴演奏表演
- 9月：屯門恆順園（中秋節晚會活動唱歌表演）
- 12月：屯門屋邨聖誕街坊Show

### 2006年
- 無綫電視勁歌金曲鋼琴手及和音
- 1月：荃灣大會堂露天劇場青協唱作人表演
- 5月：理工大學青少年十八成人禮、新世紀廣場Live show
- 6月：九龍灣國際展貿中心關心妍音樂會（和音）
- 7月：迦密主恩中學（試後活動表演）
- 8月：上水區歌唱比賽
- 9月：朗豪坊鋼琴演奏表演

### 2007年
- 4月：迦密主恩中學（擔任音樂比賽評判）
- 11月：新城唱好陳曉東Love Moments音樂會表演嘉賓／琴手
- 12月：VEGA mini concert、無綫音樂台陳曉東live house

### 2008年
- 4月：迦密主恩中學
- 2008、2009年yeah show演唱嘉賓

### 2009年
- 1月23日：將軍澳官立中學Singing Contest 五校聯校合歌唱比賽（擔任音樂比賽評判）
- 4月：《我們的華星時代》舞台劇（主演：文恩澄、周國賢、劉浩龍、王若琪）
- Ice Watch 廣告
- 化粧品牌 Shiru 廣告
- 環保促進會 gogreen 環保大使
- 盞記廣告（配樂）
- 《Season得寵時尚》專欄寫作

### 2010年
- 《Season得寵時尚》專欄寫作
- 創世電視節目主持
- 各大小公司 function MC（日清集團、環保促進會、少年警訊等等）
- 香港電台節目《文化長河》第一及二輯主持

### 2011年
- 《秒速18米》舞台劇

### 2012年
- 4月：迦密主恩中學（擔任音樂比賽評判）
- 《風之后》舞台劇
- 香港電台電視節目《教育電視》

### 2013年
- 香港電台電視節目《女人多自在5》
- 香港電台電視節目《教育電視》

### 2014年
- 香港電台電視節目《性本善》
- 香港電台電視節目《教育電視》

### 2015年
- 香港電台電視節目《卓越教室》
- 微電影主要演員《代代有愛》系列
- 香港電台電視節目《教育電視》

### 2016年
- 網絡電影主要演員《蒲出去3》

## 作曲作品

### 2005年
•	新城電台足球節目配樂制作
•	新城電台廣播劇《上海101》配樂製作
•	勞工處《我本事強》主題曲

### 2006年
- 許志安《孫果與了因》

### 2007年
- 文恩澄《同床異枕》

### 2008年
- 陳曉東、文恩澄《愛情第二》
- 文恩澄《新約》、《離別曲》、《誤交好友》
- 文恩澄《同床異枕（劇場版）》（編曲）
- Unidex《1914》
- Unidex《會計會計》
- 陳曉東 《唇彩》
- 日清春雨粉絲湯系列廣告歌（廣告版作詞）

### 2009年
- 環保促進會主題曲《為藍天奮鬥》

•	盞記電視廣告《月亮明白了》系列配樂製作

### 2010年
- 《Yeah Show褔音專輯》作曲、主唱

```
 《愛在潮流外》（唱）、《心仍在跳》（曲）
```

•	舞台劇《難兄難弟》CD製作監製

### 2011年
- 文恩澄 -《怪獸愛侶》
- 文恩澄 - 《幸福大曬》

### 2012年
- 文恩澄、陳國峰 - 《地獄式戀愛》
- 麥貝夷 - 《特別鳴謝》

### 2013年
- 馮凱淇 - 《看得開的女人》
- 第25屆澳門煙花比賽滙演全球廣告配樂
- 牌照事務處持牌賓館廣告配樂
- TVB劇集配樂
- TVB歌曲《忘我》（歌名暫定）

### 2014年
- TVB劇集《單戀雙城》主題曲 林夏薇 - 《很想討厭你》

## 音樂

### 2008年
- 《Rannes個人專輯》（推出日期：9月9日）
- 國內電影《回家的路》片尾曲主唱
- Yeah show音樂專輯《愛在潮流外》（唱）、《心仍在跳》（曲）

## 曾參與MV

### 2008年
- 文恩澄 - 同床異枕
- 文恩澄 - 娛人娛己（TVB版）
- 文恩澄 - 娛人娛己
- 吳彤 - 天空一片藍
- 陳曉東 - 易來易碎
- 陳曉東、文恩澄 - 愛情第二

### 2010年
- 泳兒《Forever Friends》MV 客串
- 台灣樂隊 Over Dose MV 女主角

### 2011年
- 文恩澄 - 《怪獸愛侶》
- 文恩澄 - 《幸福大曬》
- 新城電台《新香蕉JUNIOR》主題曲
- 商業電台節目《AFTERNOON D》歌曲《吹吹風吹吹水》

### 2012年
- 文恩澄、陳國峰 - 《地獄式戀愛》
- 文恩澄 《水孩子》

## 主持

### 2005年
愉景新城（Delifrance活動司儀）

### 2008年
- RoadShow路訊通鈴聲榜主持
- 網上電台節目《澄天Pet Pet》嘉賓主持
- 網上電台節目《動漫薦場》嘉賓主持
- 網上電台節目《港澄港樂》嘉賓主持
- 無線電視收費台節目《Boom部落格》嘉賓主持

### 2009年
- 香港電台文化長河-非物質文化遺產系列主持
- Namco Wonder Park夾公仔達人2009主持

### 2010年
- 創世電視節目主持
- 各大小公司 function MC（日清集團、環保促進會、少年警訊等等）

### 2011年
- 香港電台電視節目《文化長河－鐵道行》
- 新城電台《新香蕉俱樂部》嘉賓主持

### 2012年
- 新城電台《吳彤人敢唱》主持
- 新城電台《Buskingdom》主持
- 香港電台電視節目《教育電視》主持

### 2015年
- 香港電台電視節目《卓越教室》
- 香港電台電視節目《教育電視》主持

## 代言

### 2008年
- 日清春雨粉絲湯系列代言人

## 影片幕後製作
- 《幸褔大曬》MV
- 《水孩子》MV
- ALBS《DREAM ON》MV
- 陳明恩 《JUST ME》MV
- 《不要怕只要愛》MV
- 《如果香港》MV
- 微電影 - 《預見》
- 微電影 - 《溝女？唔駛用劍嘅》
- 微電影 - LogON 《天使的禮物》
- 微電影 － 《三婚愛﹣第一步戀曲》 婚之戀人主題微電影
- 微電影 － 《三婚愛﹣第二步戀曲》 婚之戀人主題微電影
- 微電影 －SONY Z 宣傳
- 朱紫繞 - remembering 微電影
- 廣告客戶 － PIONEER、牌照事務處、房屋署、康文署
- 宣傳短片客戶－滙豐銀行、DR REBORN、TESLA、UNWIRE、EZEECUBE、MARRIOTT等等
- 節目－ESDLIFE（真人SHOW）、UNWIRE

- 還有大量電視廣告、微電影、MV 及商業影片不能盡錄

## 外部連結
- 文恩澄Facebook專頁
- 文恩澄官方論壇[永久]
- 文恩澄微博 （页面存档备份，存于）
- 文恩澄blog （页面存档备份，存于）
- 文恩澄YouTube頻道 （页面存档备份，存于）